# Kościół św. Jerzego w Wismarze

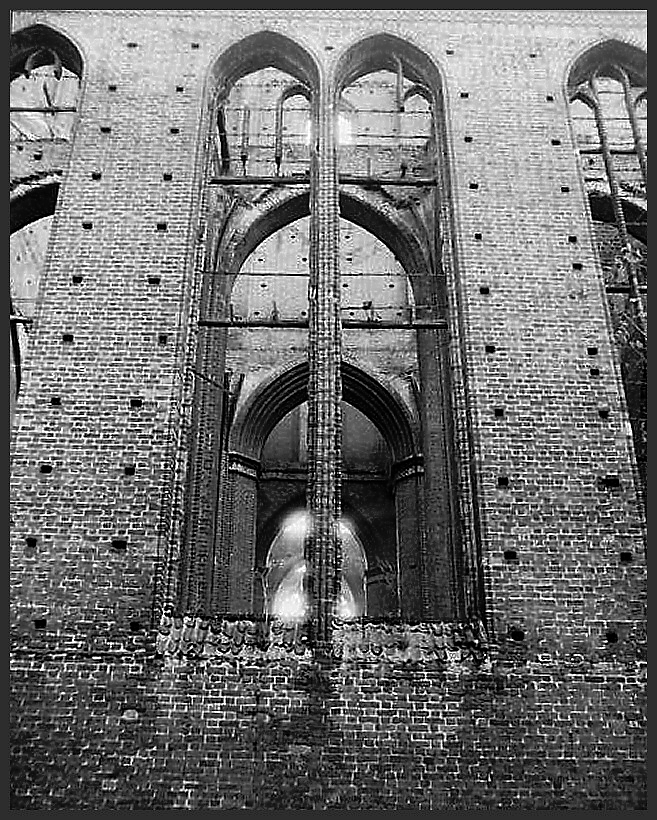
Fragment ruin kościoła św. Jerzego z lat 80. XX w

Kościół św. Jerzego w Wismarze (niem. Georgenkirche) – jest jednym z trzech głównych kościołów parafialnych (niem. Hauptkirche) w Wismarze obok kościoła św. Mikołaja i kościoła Mariackiego. Jest on najmłodszym i zarazem największym, jeśli chodzi o rozmiary, spośród wymienionych budowli sakralnych tego hanzeatyckiego miasta. Był w przeszłości kościołem panów meklemburskich oraz cechu rzemieślników. Ciężko uszkodzony w czasie drugiej wojny światowej pozostawał w stanie ruiny przez cały czas istnienia NRD. Po 1990 rozpoczęła się jego odbudowa.
Kościół św. Jerzego stanowi część Starego Miasta w Wismarze, które w 2002 zostało wpisane na listę światowego dziedzictwa UNESCO.
Wierni należący do kościoła św. Jerzego tworzą obecnie wspólną parafię z parafią kościoła Mariackiego (niem. Ev.-Luth. Kirchgemeinde St. Marien/St. Georgen).

## Historia i architektura
Podobnie jak inne kościoły Wismaru, również i kościół św. Jerzego został wzniesiony w stylu północnoniemieckiego gotyku ceglanego, jednakże w przeciwieństwie do nich jego budowniczowie nie wzorowali się tak bardzo na przykładzie kościoła Mariackiego w Lubece. Jego budowę jako kościoła halowego rozpoczęto w 1295. W trakcie budowy zmieniono założenia na trzynawową bazylikę z bocznymi kaplicami, rozległym transeptem i niższym niż korpus główny prezbiterium, zakończonym płaskim zamknięciem.
Fasadę zachodnią stanowi rozpoczęta, lecz z powodów finansowych nigdy nieukończona wieża, której potężny korpus został wzniesiony na planie kwadratu i podciągnięty do wysokości dolnej krawędzi dachów. Pomimo że nieukończona,niska wieża stanowi wraz z potężną bryłą kościoła charakterystyczny akcent w sylwetce architektonicznej miasta, wznosząc się ponad dachami staromiejskich kamienic.
Tuż przed zakończeniem wojny, w nocy z 14 na 15 kwietnia 1945 budowla została mocno uszkodzona w wyniku brytyjskich bombardowań. Wnętrze wieży uległo całkowitemu a wnętrze kościoła częściowemu wypaleniu. Więźba dachowa, sklepienia i wieża runęły. Wytrzymały jedynie ściany kościoła. Po wojnie niezabezpieczona i pozostawiona własnemu losowi ruina kościoła niszczała coraz bardziej; również zachowane w niezłym stanie prezbiterium.
25 stycznia 1990 silny huragan spowodował zawalenie się szczytu północnego ramienia transeptu. Spadające odłamki muru zniszczyły dwa sąsiednie domy. Czas na działanie naglił. Był to wówczas okres pokojowej rewolucji w NRD oraz rozmów okrągłego stołu w samym Wismarze. Udało się zainteresować czynniki oficjalne sprawą ratowania kościoła św. Jerzego. Na apele o pomoc odpowiedziała strona zachodnioniemiecka udzielając szybkiego wsparcia, zaś lokalne przedsiębiorstwa zadeklarowały podjęcie się tego zadania. W efekcie został opracowany plan odbudowy kościoła św. Jerzego.
Odbudowa rozpoczęła się jeszcze w 1990 i ma się zakończyć w zasadniczej części w 2010. Pochłonęła ona jak dotychczas (pocz. 2010) 40 mln euro. Wsparcie i pomoc finansowa pochodzą z różnych źródeł, w tym z fundacji Deutschen Stiftung Denkmalschutz (15 mln). Odbudowa kościoła św. Jerzego była pierwszym tego rodzaju przedsięwzięciem o charakterze pomocowym na terenie byłej NRD a ze względu na rozmiary i zakres – największym.
Po zakończeniu zasadniczych prac rekonstrukcyjnych (maj 2010) planuje się wykorzystać kościół zarówno do celów religijno-kulturalnych (modlitwy, wycieczki po kościele, koncerty muzyki sakralnej, fora dyskusyjne) jak i czysto kulturalnych (wystawy, koncerty, kongresy). Inne prace będą kontynuowane; planuje się urządzenie platformy widokowej na wieży kościelnej. Roczne koszty utrzymania świątyni szacuje się na 400 000 euro

## Wymiary kościoła
- Wysokość sygnaturki: 59 m
- Długość: 78 m
- Szerokość: 44 m
- Szerokość transeptu: 57 m
- Wysokość sklepień nawy głównej i transeptu: 35 m

## Wyposażenie

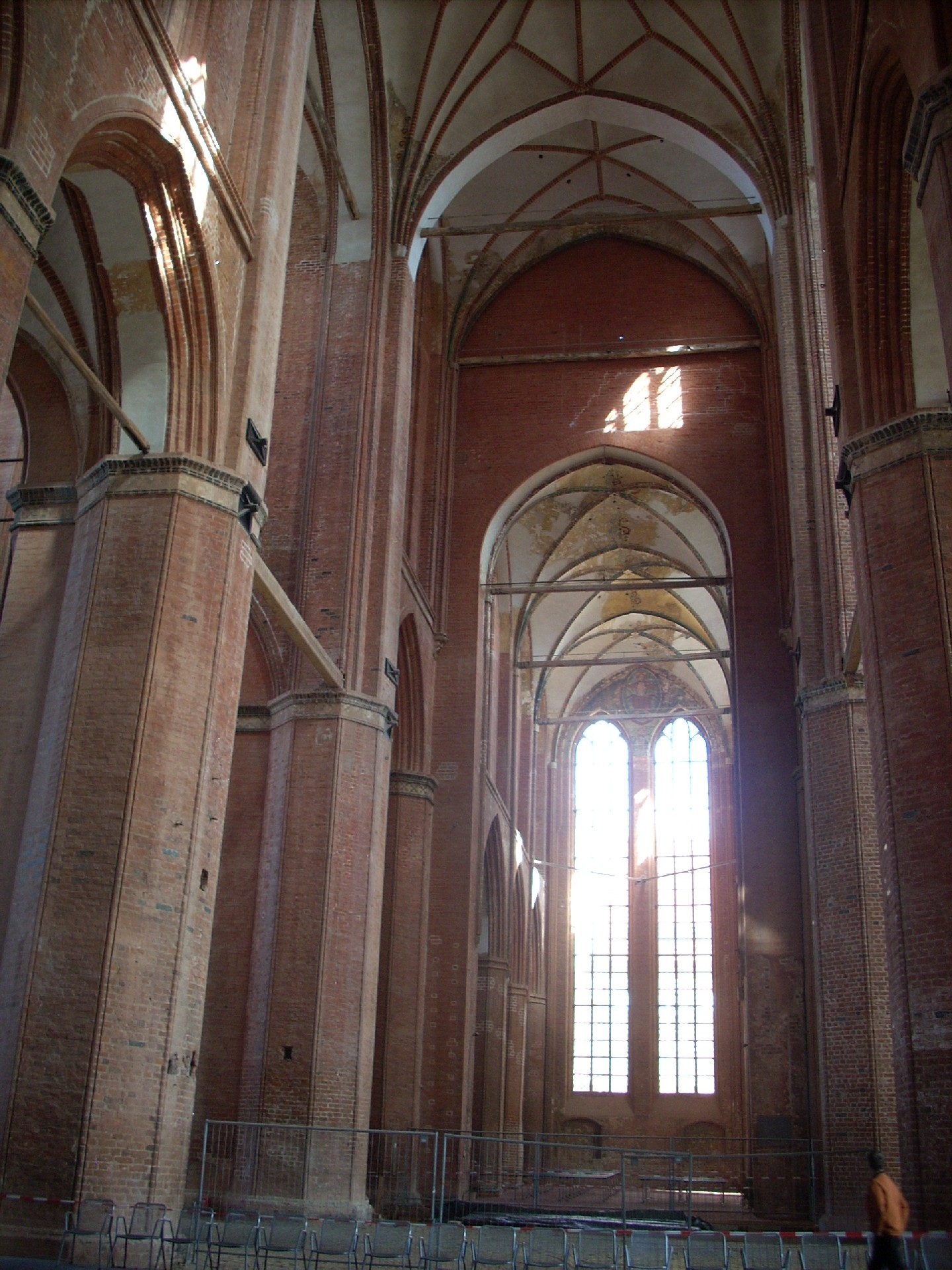
Wnętrze kościoła

Najważniejsze elementy wyposażenia udało się uratować pomimo ataków bombowych, jednak pod koniec wojny część zabezpieczonego wyposażenia zaginęła. Wymienić tu należy naturalnej wielkości figurę patrona kościoła, św. Jerzego, którą celowo zniszczono.

### Ołtarz główny
Głównym elementem wyposażenia była gotycka nastawa ołtarzowa pochodząca z 1430. Nastawa ta, wysoka na 4 m i szeroka na 10 m (z otwartymi skrzydłami) była największą tego rodzaju w całym basenie Morza Bałtyckiego. Rozbudowana struktura nastawy zawierała 42 figury świętych w części przedniej oraz 16 obrazów w tylnej. Uratowany z pożogi wojennej ołtarz został po odrestaurowaniu w 2008 wystawiony w południowej kaplicy kościoła św. Mikołaja. Jego renowacja została dokonana z datków w wysokości 750 000 euro zebranych za pośrednictwem Förderkreis St. Georgen zu Wismar e.V. (pol. Komitet Wspierania kościoła św. Jerzego w Wismarze; zał. w 1987).
Powstał jednak spór czy ołtarz po przeniesieniu go do kościoła św. Jerzego ma być ustawiony na swoim dawnym miejscu na osi środkowej kościoła (za czym optuje kościół lokalny Evangelisch-Lutherische Landeskirche Mecklenburgs oraz Komitet Wspierania) czy też ma stać z boku (co popiera burmistrzyni Rosemarie Wilcken oraz fundacja Deutsche Stiftung Denkmalschutz). Komitet Wspierania zebrał pod swoją inicjatywą ponad tysiąc podpisów mieszkańców miasta.
Obok ołtarza głównego przywrócone będą pozostałości zachowanego wyposażenia, m.in. średniowieczne stalle oraz krucyfiks triumfalny.